# Septum atrio-ventriculaire
 (février 2025).
Le septum atrio-ventriculaire (ou cloison interauriculo-ventriculaire) est la cloison du cœur qui sépare les atriums des ventricules.

## Structure
Le septum atrio-ventriculaire est situé à la jonction entre les atriums et les ventricules et fait partie du squelette fibreux du cœur.
Au niveau de la jonction entre le septum interatrial et le septum interventriculaire, il est constitué de tissu principalement fibreux. C'est sa partie la plus mince.
Autour des orifices atrio-ventriculaires (mitral et tricuspide), il forme des anneaux fibreux servant d'insertion aux valves et aux cordages tendineux.
Le reste de la cloison est constitué de tissu musculaire cardiaque.